# ウェストポイント (ニューヨーク州)

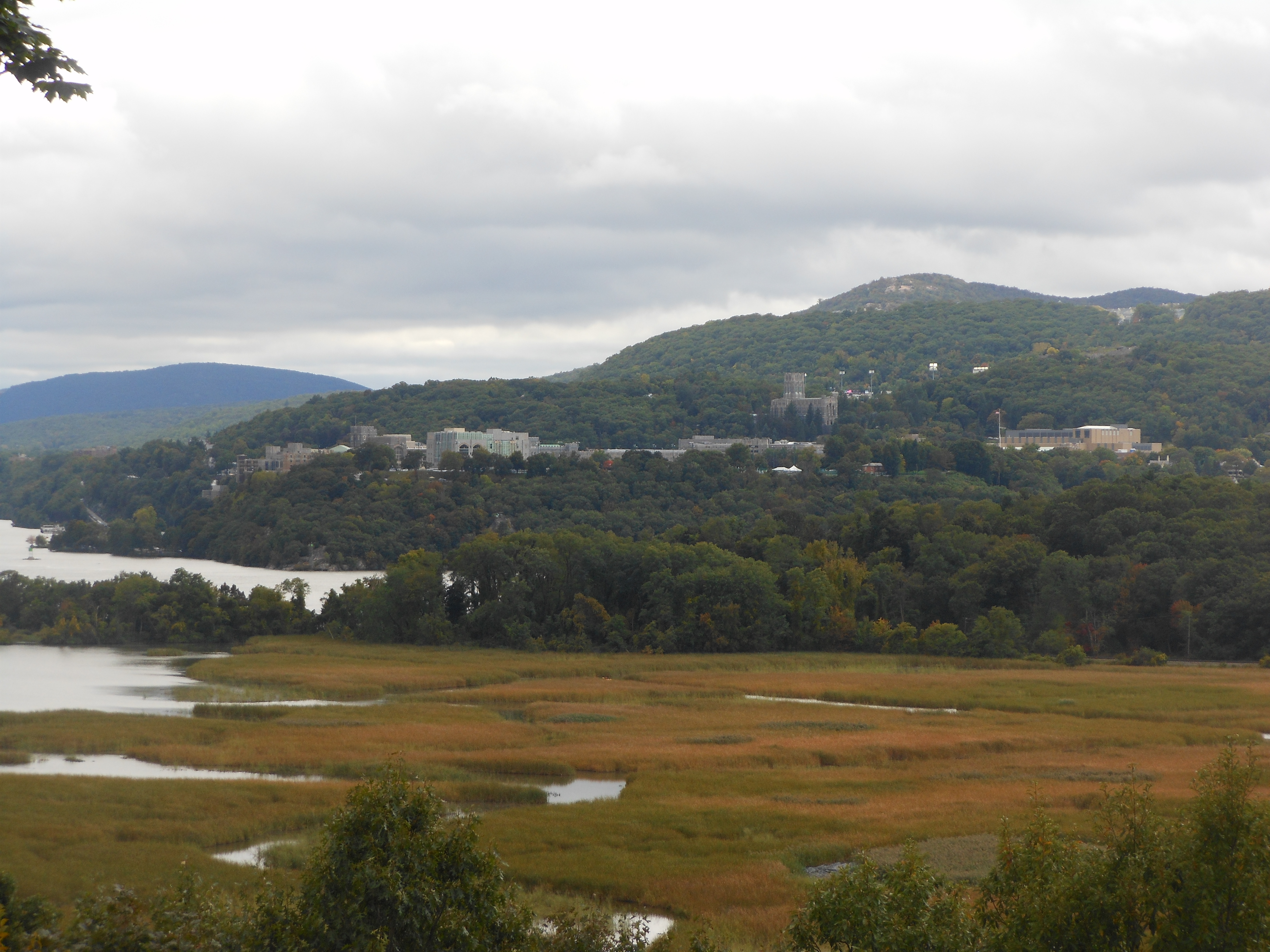
ウェストポイント

ウェストポイント (West Point) は、アメリカ合衆国ニューヨーク州オレンジ郡にあるCDPである。また同域にあるアメリカ合衆国陸軍士官学校の通称であり、一帯は基地である。ニューヨーク州ハイランズの市の一部である。2000年の統計によると、人口は7,138人である。
アメリカ独立戦争の際に要塞化され、1780年に当時アメリカ軍の将軍であったベネディクト・アーノルドが敵に譲り渡そうとしたことがあった。
1890年11月29日、ウェストポイントで初の軍対抗のアメリカンフットボールが行われ、陸軍を海軍が24対0で破っている。

## 地理
ウェストポイントは、北緯41度22分15秒、西経74度2分34秒 (41.370933, -74.042851)に位置している。ハドソン川の西岸にある。
アメリカ合衆国統計局によると、この CDP は総面積64.9 km2 (25.1 mi2) である。このうち63.0 km2 (24.3 mi2) が陸地で1.9 km2 (0.7 mi2) が水地域である。総面積の2.95%が水地域となっている。

## 人口動勢
同地域は基地であるため、通常の市とは大きく数値が異なる。高齢者が極めてわずかであり、平均年齢が極端に若くなっている他、男女比が2対1を越えるなど、基地特有の人口統計を示している。
2000年現在の国勢調査で、この CDP は人口7,138、996世帯、及び939家族が暮らしている。人口密度は113.3/km2 (293.4/mi2) である。16.6/km2 (42.9/mi2) の平均的な密度に1,044軒の住宅が建っている。この CDP の人種的な構成は白人82.31%、アフリカン・アメリカン9.09%、先住民0.50%、アジア3.35%、太平洋諸島系0.15%、その他の人種1.64%、及び混血2.96%である。ここの人口の6.56%はヒスパニックまたはラテン系である。
996世帯のうち、75.1%が18歳未満の子供と一緒に生活しており、87.8%は夫婦で生活している。4.8%は未婚の女性が世帯主であり、5.7%は家族以外の住人と同居している。5.4%は独身の居住者が住んでおり、0.0%は65歳以上で独身である。1世帯の平均人数は3.53人であり、家庭の場合は、3.66人である。
この CDP 内の住民は21.9%が18歳未満の未成年、18歳以上24歳以下が51.2%、25歳以上44歳以下が23.0%、45歳以上64歳以下が3.8%、及び65歳以上が0.1%にわたっている。中央値年齢は21歳である。女性100人ごとに対して男性は207.3人である。18歳以上の女性100人ごとに対して男性は259.7人である。
この CDP 内の世帯ごとの平均的な収入は56,516米ドルであり、家族ごとの平均的な収入は56,364米ドルである。男性は7,302米ドルに対して女性は10,741米ドルの平均的な収入がある。この CDP の一人当たりの収入 (per capita income) は13,158米ドルである。人口の2.0%及び家族の2.0%は貧困線以下である。全人口のうち18歳未満の2.6%及び65歳以上の0.0%は貧困線以下の生活を送っている。